# Milton Lasell Humason
Milton Lasell Humason, ameriški astronom, * 19. avgust 1891, Dodge Center, Minnesota, ZDA, † 18. junij 1972, Mendocino, Kalifornija, ZDA.

## Življenje in delo
Skoraj brez vsake formalne izobrazbe je Humason nekoč med počitnicami taboril na Mt. Wilsonu. Tako se je navdušil nad astronomijo, da se je zaposlil kot vodnik mul na observatoriju in prepeljal večino gradbenega materiala na goro. Leta 1917, ko je začel observatorij z 2540 mm zrcalnim daljnogledom obratovati, se je prijavil in dobil službo hišnika. Nekoč se je Hale pogovarjal z njim. Bil je navdušen nad njegovim znanjem in ga povzdignil v nočnega pomočnika. Pridružil se je Hubblovim raziskavam. Od takrat naprej je delal skupaj s Hubblom in se izkazal kot pravi strokovnjak pri rokovanju z inštrumenti. Postal je prvorazredni teoretik in leta 1961 je celo našel čas, da je odkril nov komet, začasno označen kot C/1961 R1, sedaj pa Humasonov komet, ki ima zelo oddaljeno prisončje.
Skupaj s Hubblom sta določila hitrost oddaljevanja galaksij na približno 168 km/s za vsakih milijon svetlobnih let oddaljenosti. Njegovi dosežki so v vsakem primeru izjemni. V M31 je odkril veliko nov.
1. 1 2  SNAC — 2010.